# Collotheca pelagica
Collotheca pelagica is een soort in de taxonomische indeling van de raderdieren (Rotifera). 
Het dier behoort tot het geslacht Collotheca en behoort tot de familie Collothecidae. De wetenschappelijke naam van de soort werd voor het eerst geldig gepubliceerd in 1893 door Rousselet.